# Lașukî, Horodnea
Lașukî (în ucraineană Лашуки) este un sat în comuna Velîkîi Dîrciîn din raionul Horodnea, regiunea Cernihiv, Ucraina.

## Demografie
Componența lingvistică a localității Lașukî
     Ucraineană (100%)
Conform recensământului din 2001, toată populația localității Lașukî era vorbitoare de ucraineană (100%).